# 動橋站
動橋站（日语：／ Iburihashi eki */?）是位於石川縣加賀市動橋町奈（ナ）92番，IR石川鐵道的IR石川鐵道線車站。

## 概要
此站鄰近片山津溫泉，曾經為特急停車站，為石川縣其中一個主要車站。由於鄰站加賀溫泉站成為了周邊溫泉地區的玄關口，因此此站只有普通列車停靠。另外，此站曾經可轉乘北陸鐵道片山津線和山代線，均已經廢止。此站在2009年後成為無人車站。

## 歷史
- 1897年（明治30年）9月20日 - 官設鐵道福井站至小松站之間開通，此站啟用（一般車站）。當時車站名稱的平假名為いぶりばしえき。
- 1909年（明治42年）10月12日 - 制定路線名稱，此站成為北陸本線車站。
- 1911年（明治44年）3月5日 - 山代軌道線（後來為北陸鐵道山代線）新動橋站啟用。
- 1914年（大正3年）4月15日 - 溫泉電軌片山津線（後來為北陸鐵道片山津線）動橋站啟用。
- 1956年（昭和31年）12月15日 - 車站讀法改為「いぶりはしえき」。
- 1965年（昭和40年）9月24日 - 北陸鐵道片山津線動橋站廢止。同日設置綠色窗口。
- 1970年（昭和45年）10月7日 - 終止貨物起卸業務（成為旅客車站）。
- 1971年（昭和46年）7月11日 - 北陸鐵道山代線新動橋站廢止。
- 1985年（昭和60年）3月14日 - 終止行李起卸業務。
- 1987年（昭和62年）4月1日 - 伴隨國鐵分割民營化，車站由西日本旅客鐵道（JR西日本）營運。
- 2008年（平成20年）4月30日 - 站前的巴士站停用，周邊沒有任何巴士路線行走。
- 2009年（平成21年）4月1日 - 成為無人車站。
- 2017年（平成29年）4月15日 - 此站可以使用ICOCA[2][3]。
- 2024年（令和6年）3月16日 - 隨北陸新幹線延伸至敦賀，車站改由IR石川鐵道營運。

## 車站構造
車站是一座地面車站，設有2面2線的單式月台。在島式月台內側處（中線）設有路軌，但是上下行線兩方都不能夠駛入，該月台曾經用作讓列車待避時袋黎，現時已經加上欄柵。另外，此站沒有絕對信號機，和被定義為停留所。在原單式月台（上行月台）側設有車站大樓，兩月台之間設有跨線橋連接。由於此站曾經為特急停車站，雖然現時是普通停車站，但是月台相對較大較寬。在2013年春天，除了普通列車停站位置外，月台其餘部分都加上安全柵欄。
此站從前是簡易委託車站，現時是由小松站管理的無人車站。此站設有自動售票機。

### 月台
| 月台 | 路線          | 上下行 | 方向             |
| ---- | ------------- | ------ | ---------------- |
| 1    | ■IR石川鐵道線 | 上行   | 大聖寺、福井方向 |
| 2    | ■IR石川鐵道線 | 下行   | 小松、金澤方向   |

- 在2018年後，此站開始編排月台編號。而中線沒有被編排月台編號。
- 關於接近警告機的音樂，1號月台會播放「安妮蘿莉（日语：アニーローリー）」，2號月台會播放「致愛麗絲」。

## 使用狀況
在2018年（平成30年）度，1日平均乘車人次為562人。
根據「石川縣統計書」和「加賀市統計書」，以下列出近年1日平均乘車人次：
| 年度   | 1日平均 乘車人次 |
| ------ | ---------------- |
| 1995年 | 984              |
| 1996年 | 958              |
| 1997年 | 928              |
| 1998年 | 885              |
| 1999年 | 841              |
| 2000年 | 754              |
| 2001年 | 740              |
| 2002年 | 723              |
| 2003年 | 720              |
| 2004年 | 709              |
| 2005年 | 719              |
| 2006年 | 653              |
| 2007年 | 635              |
| 2008年 | 665              |
| 2009年 | 584              |
| 2010年 | 580              |
| 2011年 | 557              |
| 2012年 | 567              |
| 2013年 | 584              |
| 2014年 | 558              |
| 2015年 | 555              |
| 2016年 | 578              |
| 2017年 | 580              |
| 2018年 | 562              |

## 車站周邊
- 丸八製茶場
- 片山津溫泉（日语：片山津温泉）
- 動橋郵局
- 石川縣立加賀高等學校（日语：石川県立加賀高等学校）
- 大同工業（日语：大同工業）動橋工廠
- 帝人加工糸加賀工廠

## 巴士路線
在車站前沒有巴士站，最近的巴士站是在此站東邊步行4分鐘的「CANBUS」大日盛 橋本酒造(酒藏資料館)巴士站。
- CANBUS 海回
  - 加賀溫泉站前 → 加賀果園 → 片山津溫泉總湯（日语：片山津温泉） → 大日盛 橋本酒造(酒藏資料館) → 加賀溫泉站前

## 北陸鐵道 動橋站

### 概要
此站為片山津線起點站，位於國鐵站以北位置，設有獨立出入口。

### 車站構造
此站設有1面1線月台。在金澤方向設有3條車道的車廠。此路線的路軌未連接國鐵路軌

### 歷史
- 1914年（大正3年）4月29日 - 温泉電軌的車站（馬車鐵道）啟用。
- 1922年（大正11年）11月23日 - 列車轉換為電動列車。
- 1943年（昭和18年）10月13日 - 公司合併，北陸鐵道成立。成為北陸鐵道車站。
- 1965年（昭和40年）9月24日 - 片山津線廢止，此站許已永久停用。

### 廢止後
在片山津線廢止後數年之間，由該線由鐵路服務轉變為巴士服務。月台修建，加設樓梯，而路軌變成為巴士停站地方。跨線橋仍然存在，可連接國鐵車站和山代線新動橋站。在1970年（昭和45年），加賀溫泉站啟用。在翌年1971年（昭和46年），包括山代線在內的加南線全線廢止，也把跨線橋撤走。此站前往片山津溫泉的巴士路線也直通至山代溫泉，而巴士乘車處也遷移至此站以南150米的動橋站前巴士站。最後該巴士路線在2008年（平成20年）4月30日廢止。

## 北陸鐵道 新動橋站

### 概要
此站可轉乘山代線。

### 車站構造
此站是位於國鐵站出口右手邊，該處設有木造車站大樓。月台是一座呈Y字形，1面2線的島式月台，在晩年車站大樓右邊的月台不再使用。

### 歷史
- 1915年（大正4年）5月1日 - 溫泉電軌車站啟用。
- 1943年（昭和18年）10月13日 - 公司合併，北陸鐵道成立。成為北陸鐵道車站。
- 1963年（昭和38年）7月19日 - 動橋線改名為山代線。
- 1968年（昭和43年）9月1日 - 車站業務委托了北鐵交通社公司。
- 1971年（昭和46年）7月11日 - 加南線全線廢止。

### 廢止後
車站遺址建成了新的道路，其餘用地用作擴展站前廣場。

## 相鄰車站
IR石川鐵道
■IR石川鐵道線
加賀溫泉－動橋－粟津

### 曾經存在的路線
北陸鐵道
片山津線
動橋－片山津本町
山代線
庄－新動橋

## 註腳
1. ↑  北國新聞朝刊「いしかわ文化万華鏡 愛と人情の無人駅」，2020年9月17日
2. ↑   (PDF) (新闻稿). 西日本旅客鉄道／IRいしかわ鉄道／あいの風とやま鉄道. 2017-01-31  [2020-02-01]. （原始内容存档 (PDF)于2019-05-25） （日语）.
3. ↑   (PDF) (新闻稿). あいの風とやま鉄道. 2017-01-31  [2020-02-01]. （原始内容存档 (PDF)于2019-05-25） （日语）.
4. ↑   (PDF). 石川縣: 106.   [2020-04-10]. （原始内容存档 (PDF)于2020-10-17） （日语）.

## 外部連結
- 動橋站 - IR石川鐵道 （页面存档备份，存于）（日語）